# Хамид, Сулеман
Сулеман Хамид Сулеман (амх. ሱሌማን ሀሚድ; род. 20 октября 1997 года, Асоса, Эфиопия) — эфиопский футболист, правый защитник клуба «Сент-Джордж» и национальной сборной Эфиопии.

## Клубная карьера
Футбольную карьеру начал в «Адама Сити». В 2017 году дебютировал за клуб в эфиопской Премьер-лиге. В 2020 году перешел в «Хадия Хосаына», а с 2021 года выступает за «Сент-Джордж».

## Карьера в сборной
За национальную сборную Эфиопии дебютировал 22 октября 2020 в проигранном со счётом 0:2 выездном поединке против сборной Замбии . 23 декабря 2021 оказался в списке игроков, поехавших на Кубок африканских наций 2021. На турнире сыграл два матча на групповом этапе: против сборной Кабо-Верде (0:1) и Камеруна (1:4).